# Duomo di Piombino

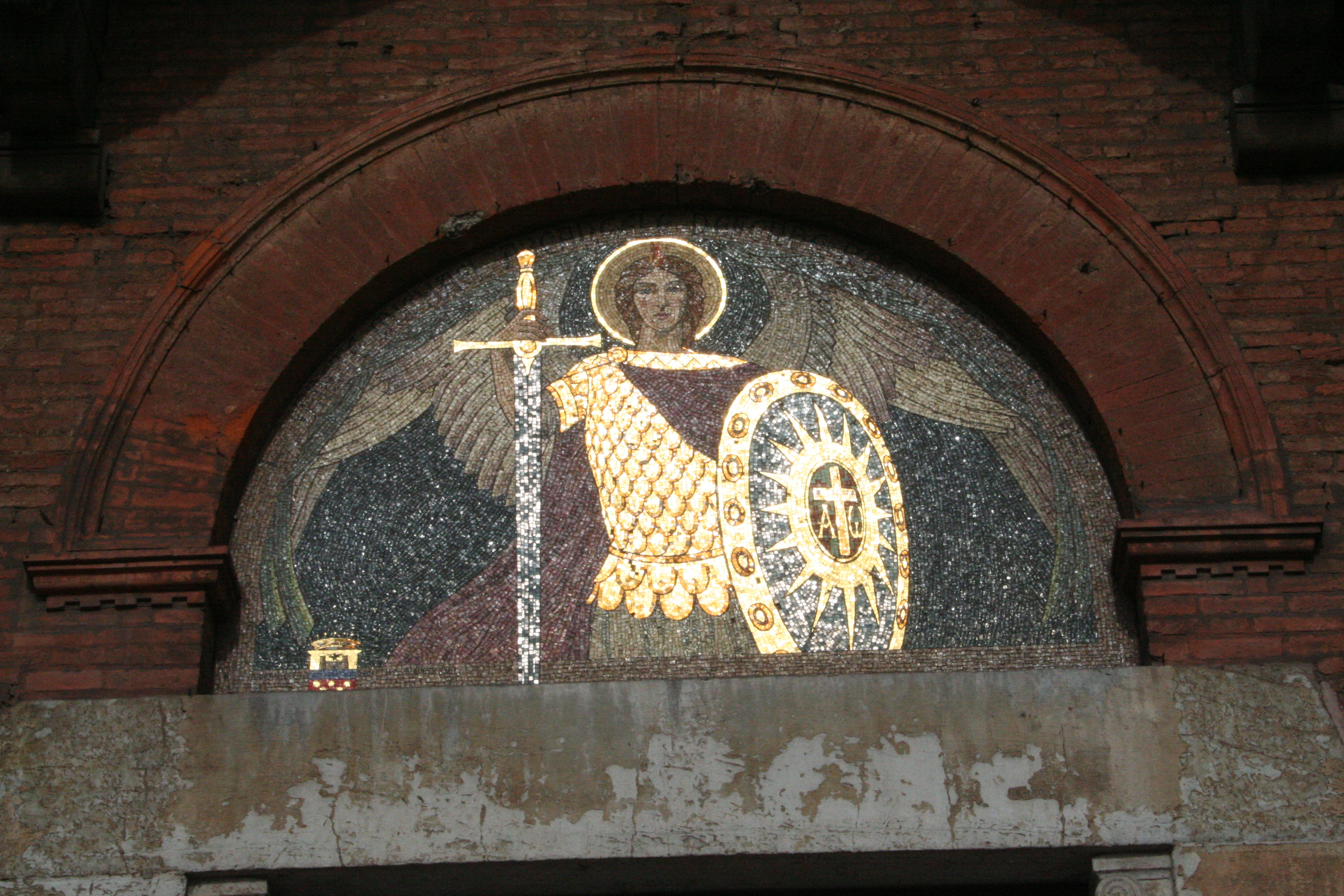
Particolare della facciata, mosaico dell'Arcangelo Michele

L'abbazia concattedrale di sant'Antimo è il luogo di culto cattolico più importante di Piombino, concattedrale della diocesi di Massa Marittima-Piombino.

## Storia
Fu edificata nel duecento come luogo di culto intitolato a san Michele, Fu ampliata nel 1377 per volontà di Pietro Gambacorti, signore di Pisa.
Venne costruita secondo le forme del tardo romanico con influssi gotici temperati e fu consacrata a San Michele, forse a ricordo del preesistente complesso prima citato. Come ricordato dalla lapide in facciata, l'architetto fu il maestro pisano Piero del Grillo.
Fu riconsacrata nel 1502 ed intitolata a sant'Agostino da papa Alessandro VI, che in occasione della sua visita a Piombino, vi tenne una cerimonia solenne.
Il convento è dell'ultimo quarto del XV secolo, edificato per far fronte all'ordine del Signore di Piombino, Iacopo III Appiani, il quale richiamava dentro le mura cittadine gli ordini monastici. Esso, soprastante il chiostro e perpendicolare al preesistente monastero, aveva nella sua facciata un porticato (oggi tamponato) a volute a tutto sesto.
Nel 1806, con la soppressione della chiesa di Sant'Antimo sopra i Canali, la chiesa ne ereditò il nome e la dedica.
Negli anni trenta del XX secolo, la chiesa subì un corposo restauro: fu risistemata la facciata, con l'aggiunta di una discutibile tettoia a protezione del mosaico sul portale, e fu costruita la navata sinistra, grazie all'unione di due antiche cappelle.

## Architettura e opere d'arte

### Esterno
La facciata in mattoni rossi è sormontata da una serie di archetti pensili che spezzano la severità della costruzione; più in basso un oculo. Il portale è sormontato da una lunetta contenente un mosaico raffigurante l'arcangelo Michele, che risale al 1937 e fu eseguito dalla scuola di mosaico del Vaticano. La tettoia è un manufatto pure degli anni Trenta, eretto a protezione del mosaico stesso.
Sulla facciata sono inseriti alcuni stemmi antichi e, alla sinistra del portale, una lapide che indica la data di edificazione, il committente e il costruttore Piero del Grillo.

### Interno

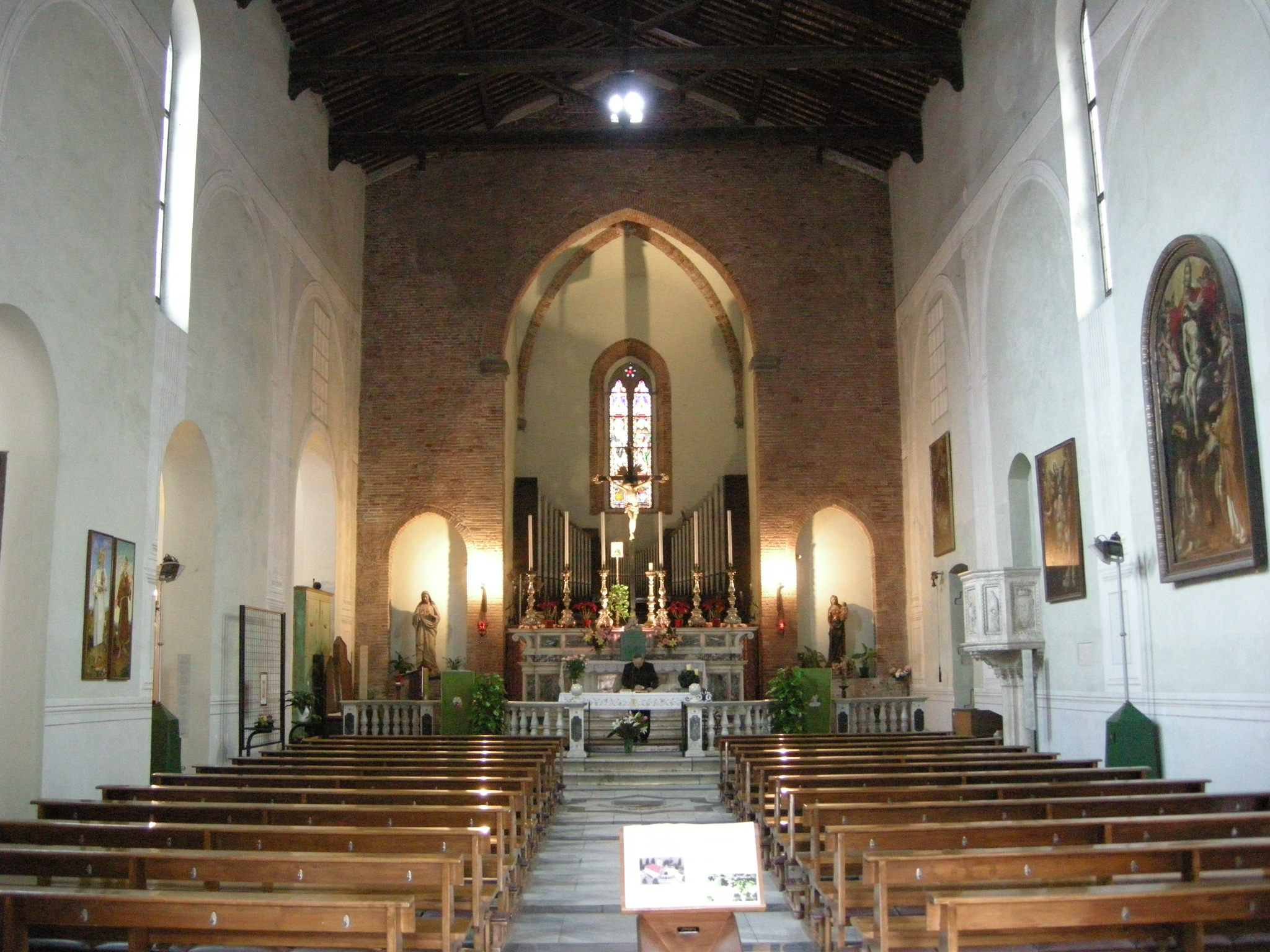
Interno

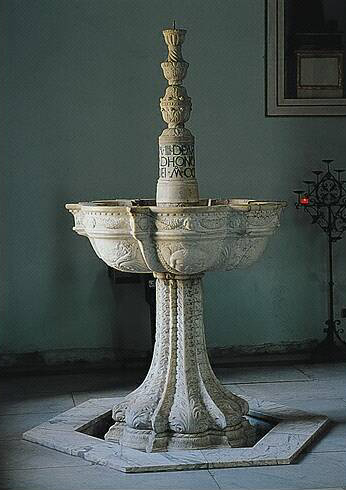
Il fonte battesimale

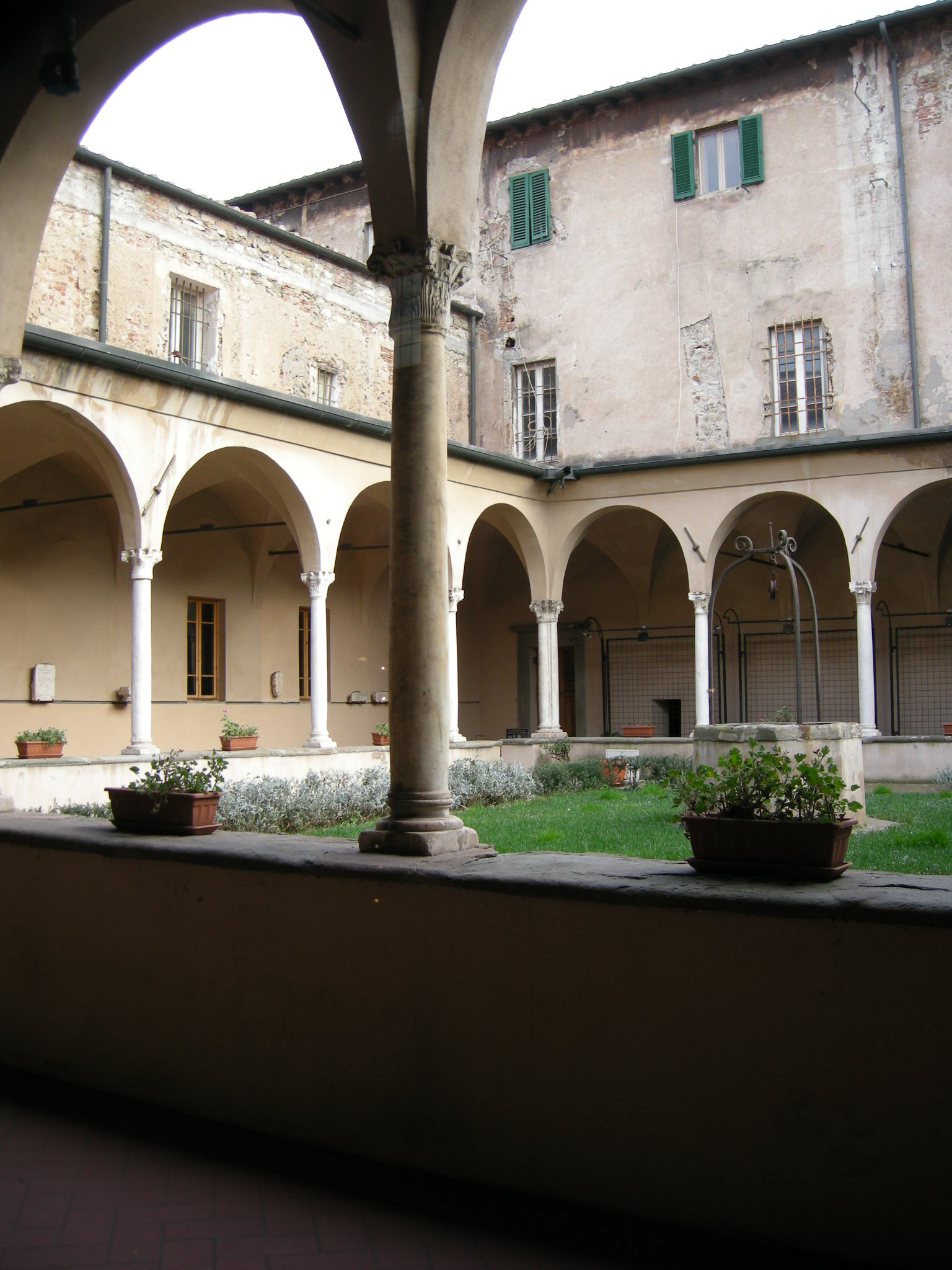
Il chiostro

L'interno della chiesa, originariamente ad una sola navata, è stato oggetto di molti interventi nel corso dei secoli. Sulle cui pareti sono state di recente messe in luce le decorazioni a partiti architettonici realizzate durante il decennio dei Baciocchi.
La navata laterale si è ricavata negli anni Trenta unificando due antiche cappelle. L'altare, del XVII-XVIII secolo, in stile barocco, è sormontato da candelieri portaceri del XVI secolo con in mezzo un crocifisso ligneo della stessa epoca. Il tutto è incorniciato dall'arcone in laterizio a sesto acuto che delimita la cappella maggiore e dove si aprono anche due nicchie che oggi ospitano statue di santi moderne.
All'inizio della navata sinistra si trova un fonte battesimale marmoreo in stile tardogotico di Andrea Guardi (1470), con stemmi degli Appiani; a questo artista si devono anche le due acquasantiere, una di esse eretta su un cippo etrusco del V secolo a.C. con tracce di rilievi con scene di caccia, e i due monumenti sulla controfacciata: a Emanuele e Fiammetta, figli di Jacopo IV Appiani (a sinistra) e il monumento con edicola a Jacopo (o Gherardo) Appiani (a destra).
Tra le pitture alle pareti spiccano una Trinità e santi di Francesco Vanni e la Morte di San Giuseppe di Giuseppe Baldracco.

## Il chiostro
Il chiostro, uno dei più interessanti episodi architettonici del Principato, venne eretto intorno al 1470 da Andrea Guardi (scultore e architetto dei Signori di Piombino) ed è un classico esempio di chiostro rinascimentale toscano; di grande eleganza, è quadrangolare e leggere arcate poggiano su esili le colonne marmoree, sormontate da capitelli con motivi floreali l'uno diverso dall'altro, che riprendono reinterpretandoli motivi della classicità. Nelle colonnine d'angolo sono scolpiti gli stemmi degli Appiani e quelli di Piombino.
Vari stemmi adornano le pareti. Al centro si trova la cisterna costruita in epoca più recente, si pensa nel XVII secolo.

## Il convento e il Museo diocesano
A completare il complesso ecclesiale del Duomo di Piombino fu eretto il convento nel XV secolo, in sostituzione del precedente, di dimensioni più contenute. Originariamente, il palazzo del convento dedicato a Sant'Agostino aveva un porticato, oggi tamponato ma comunque ancora visibile nell'omonima piazza Sant'Agostino.
Dal chiostro si accede al Museo diocesano d'arte sacra Andrea Guardi.

## Altre immagini

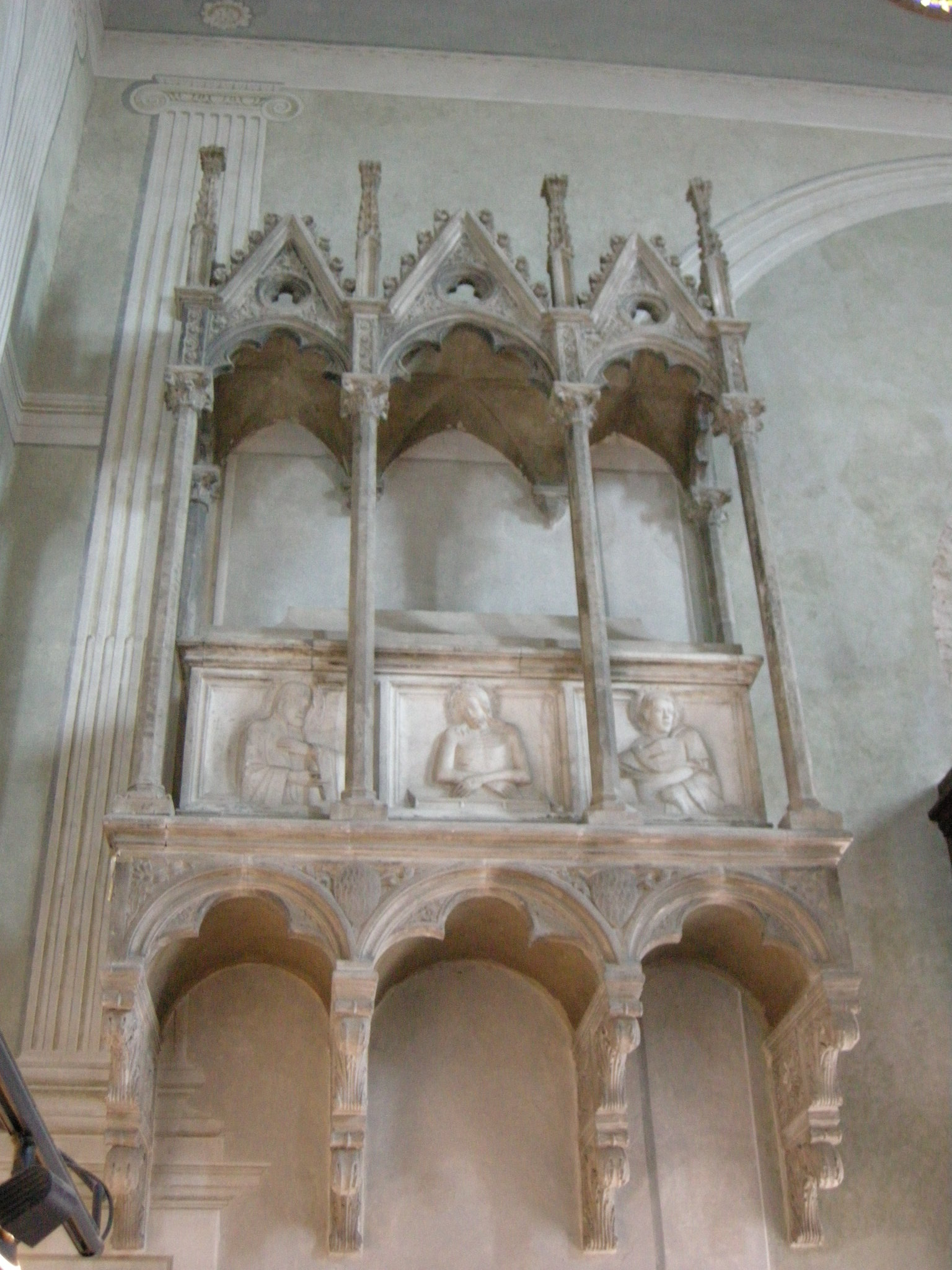
Il monumento funebre di Jacopo o Gherardo Appiani
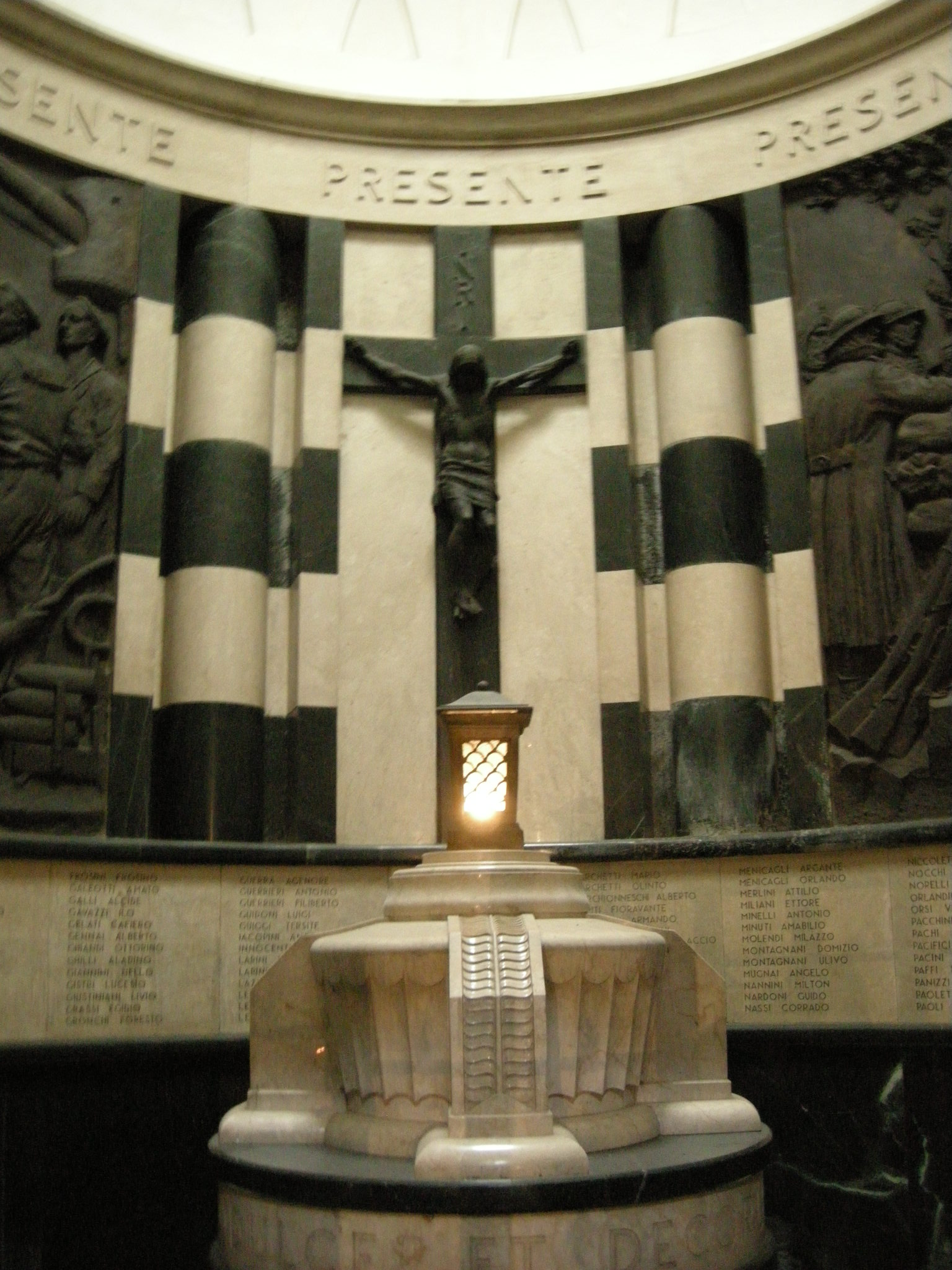
La cappella degli anni Trenta
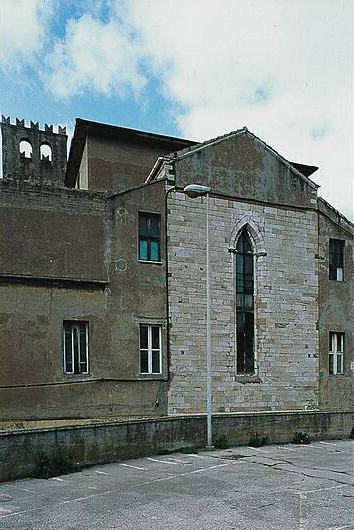
Il retro della chiesa
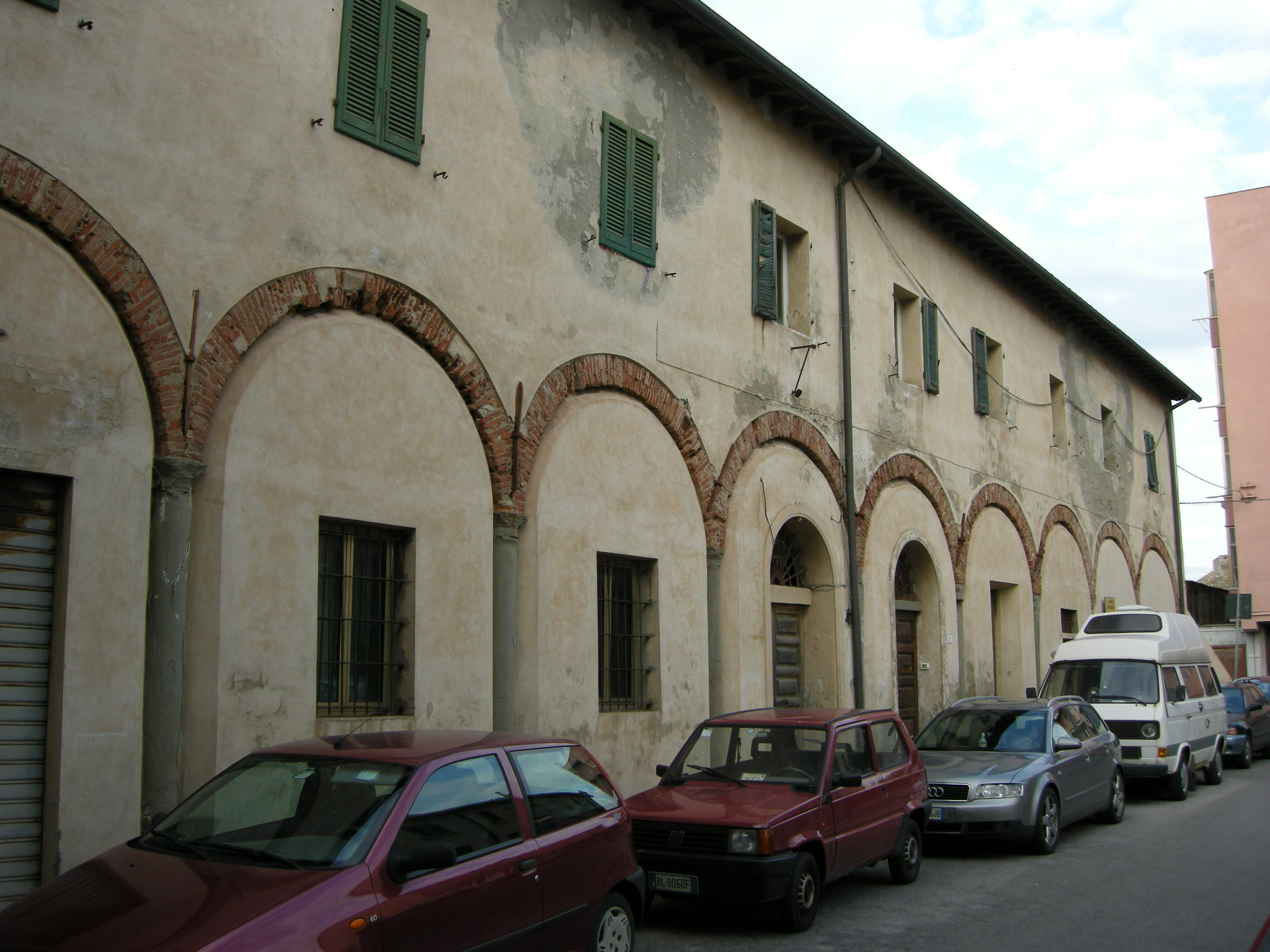
Il convento